# NFL 1958
Die NFL-Saison 1958 war die 39. Saison der National Football League (NFL). Die Regular Season dauerte vom 28. September bis zum 14. Dezember. NFL-Champion wurden die Baltimore Colts, die sich im NFL Championship Game am 28. Dezember bei den New York Giants mit 23:17 nach Overtime durchsetzen konnten.
Die Saison 1958 gilt als Wendepunkt in der Geschichte des American Football. Erstmals konnte die NFL im Beliebtheitsgrad, auch durch das spannende Championship Game, mit Baseball aufschließen bzw. überholen.
Andererseits geriet das Franchise der Chicago Cardinals durch die Konkurrenz der Chicago Bears in derselben Stadt in finanzielle Probleme. Der Eigentümer suchte deshalb unter anderen durch die Verlegung des Mannschaftssitzes eine Verbesserung der Lage zu erreichen.

## Regular Season
Die Baltimore Colts gewannen die ersten sechs Spiele und setzten sich so früh von den anderen Teams im Westen ab. Zwei Spieltage vor Schluss waren sie mit neun Siegen bei einer Niederlage bereits nicht mehr einzuholen und sicherten sich somit den Conference-Titel trotz zweier Niederlagen zum Abschluss.
Die Eastern Conference wurde durchgängig von den Cleveland Browns angeführt. Am letzten Spieltag kam es zum direkten Duell mit dem einzigen Verfolger, den New York Giants. Durch einen Sieg schlossen die Giants zu den Browns auf und erzwangen so ein Entscheidungsspiel, in dem sich die Giants ebenfalls durchsetzten.
| Western Conference  |   |   |    |       |     |     |
| Team                | S | U | N  | SQ 1  | P+  | P−  |
| Baltimore Colts     | 9 | 0 | 3  | 0,750 | 381 | 203 |
| Chicago Bears       | 8 | 0 | 4  | 0,667 | 298 | 230 |
| Los Angeles Rams    | 8 | 0 | 4  | 0,667 | 344 | 278 |
| San Francisco 49ers | 6 | 0 | 6  | 0,583 | 257 | 324 |
| Detroit Lions       | 4 | 1 | 7  | 0,364 | 261 | 276 |
| Green Bay Packers   | 1 | 1 | 10 | 0,091 | 193 | 382 |

| Eastern Conference  |   |   |   |       |     |     |
| Team                | S | U | N | SQ 1  | P+  | P−  |
| New York Giants 2   | 9 | 0 | 3 | 0,750 | 246 | 183 |
| Cleveland Browns 2  | 9 | 0 | 3 | 0,750 | 302 | 217 |
| Pittsburgh Steelers | 7 | 1 | 4 | 0,636 | 261 | 230 |
| Washington Redskins | 4 | 1 | 7 | 0,364 | 214 | 268 |
| Chicago Cardinals   | 2 | 1 | 9 | 0,182 | 261 | 356 |
| Philadelphia Eagles | 2 | 1 | 9 | 0,182 | 235 | 306 |

## Post Season
|                                   |                                 |  | Eastern Conference Playoff |                          |                  |  |                                  |
|                                   | New York City 21. Dezember 1958 |  | New York Giants            | \| \| 10 : 0 \| \| \| \| | Cleveland Browns |  | Yankee Stadium Zuschauer: 61.274 |
| (7:0, 3:0, 0:0, 0:0) Spielbericht | New York City 21. Dezember 1958 |  | New York Giants            |                          | Cleveland Browns |  | Yankee Stadium Zuschauer: 61.274 |
|                                   | 10 : 0                          |  |                            |                          |                  |  |                                  |
|                                   |                                 |  |                            |                          |                  |  |                                  |

### Championship Game
|                                            |                                                   |  | NFL Championship Game |                           |                 |  |                                                     |
|                                            | New York City 28. Dezember 1958 14:00 Uhr (UTC−5) |  | New York Giants       | \| \| 17 : 23 \| \| \| \| | Baltimore Colts |  | Yankee Stadium Zuschauer: 64.185 Referee: Ron Gibbs |
| (3:0, 0:14, 7:0, 7:3) OT: 0:6 Spielbericht | New York City 28. Dezember 1958 14:00 Uhr (UTC−5) |  | New York Giants       |                           | Baltimore Colts |  | Yankee Stadium Zuschauer: 64.185 Referee: Ron Gibbs |
|                                            | 17 : 23                                           |  |                       |                           |                 |  |                                                     |
|                                            |                                                   |  |                       |                           |                 |  |                                                     |